# الگر
الگر (به فرانسوی: Allègre) یک کمون در فرانسه است که در اوت-لوآر واقع شده‌است. الگر ۲۳٫۵۷ کیلومتر مربع مساحت دارد ۱٬۰۵۰ متر بالاتر از سطح دریا واقع شده‌است.